# Gurney
Gurney – miasto w Stanach Zjednoczonych, w stanie Wisconsin, w hrabstwie Iron.